# Pico Ladyfinger
El Bublimotin, Bubli Motin, Bublimating ó Pico Ladyfinger (en urdu: لیڈی فنگر‎) es una distintiva aguja de roca en la Batura Muztagh, la subcordillera más occidental de la cordillera del Karakórum, en Pakistán.

## Características
Se ubica en la arista Suroeste del macizo del Ultar Sar, el más suroriental de los grupos mayores de la Batura Muztagh. El macizo entero se eleva precipitadamente por encima del valle de Hunza, al sureste. El Bublimotin, a pesar de tener una pequeña prominencia por sobre el collado que la une con el pico Hunza, es particularmente notable por ser una aguja de roca afilada, relativamente sin nieve, entre ambos picos nevados. Esto, combinado con su altura por sobre el valle, la hace muy llamativa; de ahí su nombre distintivo. Tiene una escalada en roca de 600 m, con un modo de ataque alpino muy elevado, y ha sido escenario de algunos parapentes notables.
Un cuento popular sobre el pico (Bubli mo Ting significa literalmente 'pico Bubli') es que Kisar, un príncipe (mágico) de Baltistán, viajó a Hunza en una de sus aventuras y se casó con una princesa llamada Bubli. Al recibir noticias de que su primera esposa en Baltistán, Langabrumo, había sido secuestrada por el rey de otro reino, hizo los preparativos para marcharse y rescatarla. Llevó a Bublin a esta montaña (que más tarde llevaría su nombre) y le dio un saco de granos, así como una gallina. Ella preguntó si regresaría, y cuándo lo haría, a lo que él respondió: «cada año alimenta a esta gallina con un solo grano. Cuando el saco esté vacío, regresaré. Hasta entonces, permanece aquí.» Él se marchó, y dicen, Bubli permanece ahí esperando.

## Ascensos
El primer ascenso fue realizado por los montañistas franceses Patrick Cordier y Jaques Maurin, el 22 de mayo de 1992. La ruta de este ascenso sube por el corredor que conduce al paso oriental que separa al Bublimotin del pico Hunza, y luego sigue a la arista noreste. El corredor está particularmente expuesto a rocas sueltas que pueden caer.
Posteriormente han sido abiertas varias rutas en la cara sur del Bublimotin. La cumbre también ha sido alcanzada por la cara oeste.

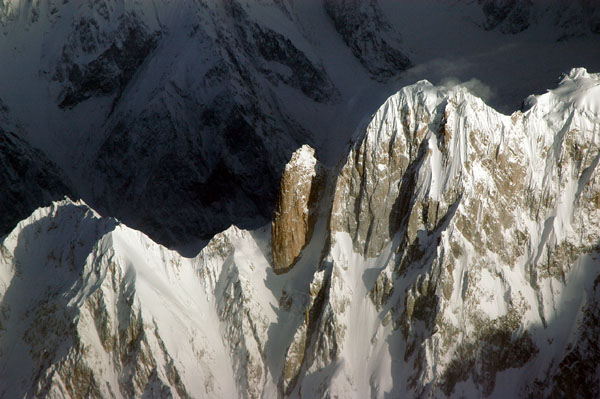
Bublimotin y el pico Hunza a la derecha